# XM307 ACSW
XM307 ACSW (Advanced Crew Served Weapon) còn được biết đến là 25 mm Airbursting Weapon System là loại súng phóng lựu tự động do nhóm các nhà thầu chính là General Dynamics Armament and Technical Products cũng như General Dynamics Ordnance and Tactical Systems (thiết kế đạn nổ khi đang bay), Kaman Dayron Inc (thiết kế ngòi nổ lập trình) và Raytheon (lập trình các chương trình cần thiết để chạy hệ thống) phát triển cho lực lượng quân đội Hoa Kỳ. Nó được giới thiệu lần đầu năm 1999 với tên 25mm OCSW. Hiện tại thì các nguyên mẫu đã được thử nghiệm với nhiều loại lựu đạn khác nhau kể cả các loại lựu đạn nổ khi đang bay. Loại súng này được phát triển với ý định thay thế khẩu MK 19 với khả năng bắn áp đảo, có thể vác đi hoặc gắn trên phương tiện cơ giới cũng như có thêm khả năng tiêu diệt các phương tiện cơ giới bọc giáp nhẹ và trực thăng. XM307 cũng có một khả năng thú vị là có thể lắp ráp chuyển thành súng máy hạng nặng XM312 dùng đạn 12.7×99mm NATO khi cần.
Dù vậy chương trình phát triển loại vũ khí này đã bị hủy bỏ vào năm 2007 do tốc độ bắn quá chậm.

## Thiết kế
XM307 sử dụng cơ chế nạp đạn bằng khí nén cùng thoi nạp đạn xoay cùng với một hệ thống lùi nòng để giảm dộ giật khi bắn loại súng này. Súng sử dụng dây đạn để nạp đạn và bắn với thoi nạp đạn mở. Hệ thống lùi nòng gồm nòng súng và các bộ phận nạp dạn được làm thành một khối thống nhất để tất cả cùng di chuyển khi nòng bị đẩy ra phía sau lúc bắn. Khi một viên đạn được bắn thì độ phản lực tạo ra sẽ đẩy nòng (tức toàn bộ khối) di chuyển ra phía sau vào vị trí gần nơi nạp đạn để chuẩn bị nạp viên đạn mới, đồng thời khi khối di chuyển khí nén do viên đạn tạo ra trong nòng súng sẽ được trích vào ống trích khí làm thoi nạp đạn trong khóa nòng xoay mở khóa và di chuyển ra phía sau đẩy vỏ đạn cũ ra ngoài và nạp viên đạn mới vào. Lò xo nằm phía sau khối này sẽ đẩy hệ thống trở về chỗ cũ. Nhưng khi bắn liên tục thì lúc khối vẫn di chuyển lên phía trên để trở về chỗ cũ nó sẽ khai hỏa tiếp để quán tính của khối và độ giật sinh ra khi viên đạn tiếp theo được bắn sẽ triệt tiêu lẫn nhau một lượng đủ để vẫn có thể hoạt động nhưng độ giật sẽ được giảm đi nhiều với các quả bắn sau sau cú giật mạnh ban đầu.
Súng được tích hợp một máy tính quỹ đạo đường đạn cùng thiết bị xác định khoảng cách bằng laser làm hệ thống nhắm, vì thế người bắn có thể nhanh chóng xác định được khoảng cách từ mình tới mục tiêu cũng như máy tính sẽ kích nổ lựu đạn trên không khi bay đến vị trí cần thiết mà không cần va chạm. Hệ thống nhắm điện tử này có thể dùng được trong cả ngày và đêm trong ban đêm. Trước khi bắn xạ thủ sẽ chỉ thị cho hệ thống biết là loại đạn đang sử dụng là đạn chống người hay đạn xuyên giáp để hệ thống bật chế độ nổ khi đang bay hay tắt đi. Dây đạn có thể gắn từ ở cả hai bên thân súng.
XM307 có thể gắn trên các phương tiện cơ giới hay được mang đi bởi một nhóm 2 người và gắn trên bệ chống ba chân khi chiến đấu. Súng có thể lắp ráp chuyển đổi thành súng máy hạng nặng XM312 dùng đạn 12.7×99mm NATO khi cần với việc thay thế năm bộ phận chính của súng.